# Ablabera delicatula
Ablabera delicatula är en skalbaggsart som beskrevs av Louis Albert Péringuey 1908. Ablabera delicatula ingår i släktet Ablabera och familjen Melolonthidae. Inga underarter finns listade i Catalogue of Life.